# Turniere in Magic: The Gathering

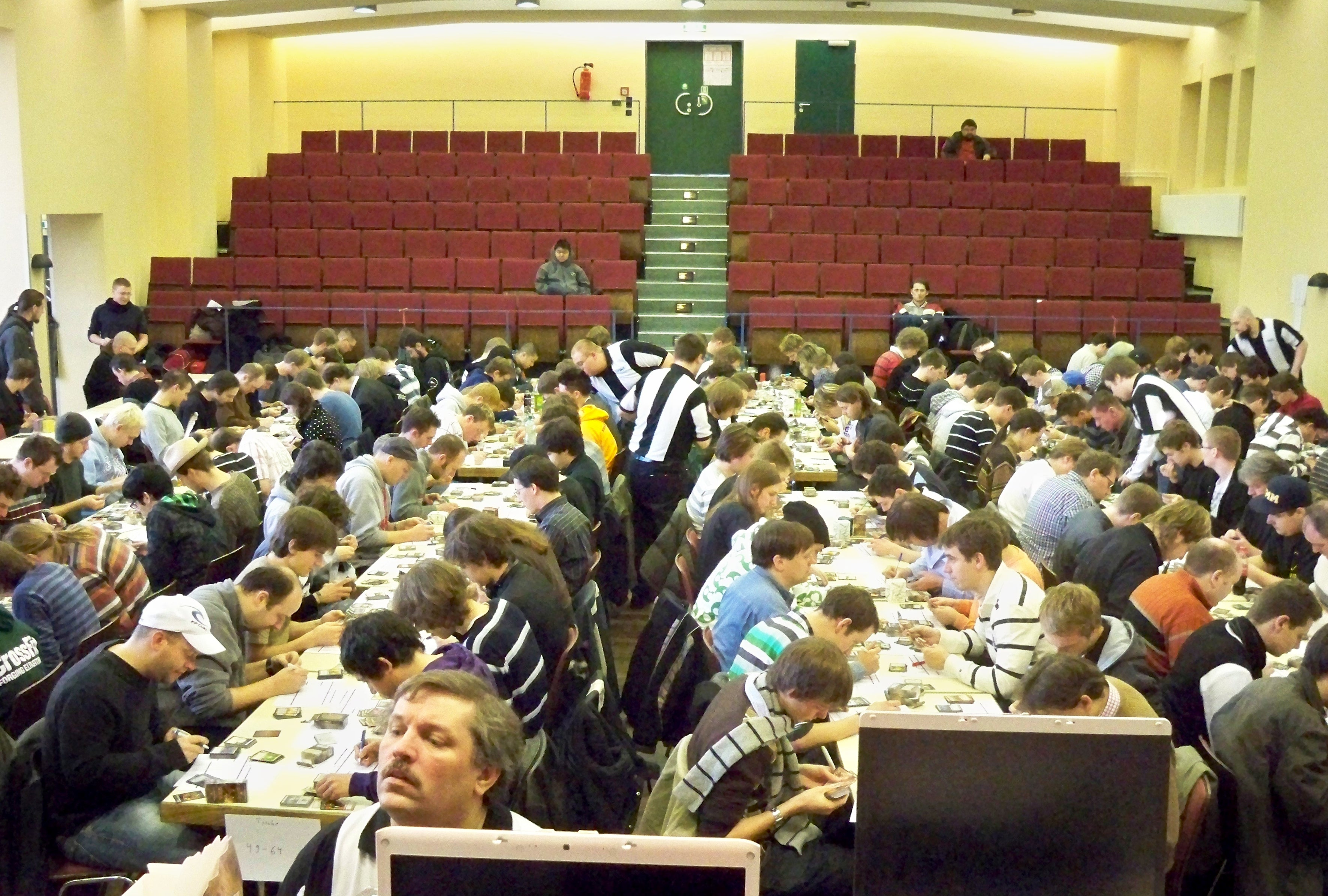
Magic-Spieler bei einem Turnier

Das Sammelkartenspiel Magic: The Gathering wird von vielen tausend Spielern nicht nur zum Spaß gespielt (casual play), sondern „ernsthaft“ auf Turnieren. Offizielle Turniere werden von der so genannten DCI (stand ehemals für Duelists' Convocation International) sanktioniert oder veranstaltet. Diese Organisation trägt auch die Weltmeisterschaften aus und verwaltet die Weltrangliste.
Turniere werden hauptsächlich in offizielle bzw. inoffizielle und sanktionierte bzw. nicht sanktionierte Turniere eingeteilt. Offiziell ist ein Turnier dann, wenn es von der DCI selbst veranstaltet wird. Sanktioniert ist ein Spiel, wenn ihre Ergebnisse in die Weltrangliste einfließen. Dabei ist jede Kombination möglich, denn nicht alle offiziellen Turniere sind auch sanktioniert.

## Turnierformate
Es gibt verschiedene Turnierformate, in denen jeweils unterschiedliche Karten erlaubt sind. Diese Formate werden jedoch oft auch von Hobbyspielern benutzt. Dabei ist zu beachten, dass ältere Karten, die in neuen Editionen wieder gedruckt werden, so betrachtet werden, als wären sie aus der neueren Edition.

### Constructed
Bei Constructed-Formaten stellt jeder Spieler vor dem Turnier aus seinen eigenen Karten ein Deck mit je 60 Karten oder mehr und einem so genannten Sideboard aus bis zu 15 Karten zusammen, dabei darf die Anzahl der Kopien jeder einzelnen Karte (mit Ausnahme der 5 Standardländer, welche beliebig oft verwendet werden dürfen) nicht mehr als 4 betragen (die sogenannte Vier-Karten-Regel). Mit diesem Deck spielt er dann im Turnier. Man unterscheidet verschiedene Constructed-Formate nach den Editionen, deren Karten verwendet werden dürfen, um das Deck und das Sideboard zu bauen.
Das Sideboard dient dazu, sich auf einen Gegner besser einzustellen. Nach dem ersten Spiel einer Runde mit einem Gegner kann man Karten aus seinem Hauptdeck gegen Karten aus dem Sideboard tauschen. Ebenso hat man nach dem zweiten Spiel die Möglichkeit, für ein eventuell ausstehendes drittes entscheidendes Spiel noch einmal zu tauschen.
Im Laufe der Zeit entwickeln sich in den einzelnen Formaten Standarddecks, die von vielen Spielern in nur leicht modifizierter Form gespielt werden, da sie sich als besonders stark erwiesen haben. Dieses Phänomen wird auch als netdecking bezeichnet, da sich die Spieler die Zusammenstellung ihrer Decks aus dem Internet besorgen. Auf wichtigen Constructed-Turnieren finden sich fast ausschließlich solche netdecks. Die Qualität eines Decks hängt dabei auch wesentlich davon ab, welche anderen Standarddecks sich zurzeit in einem Format etabliert haben, da manche Decks gegen bestimmte Decktypen stärker oder schwächer sind. Daher etabliert sich für die einzelnen Formate ein sogenanntes Metagame, in dem es darauf ankommt, ein möglichst starkes Deck in Abhängigkeit von den zu erwartenden Decks zu finden und zu spielen. Die Standarddecks ändern sich natürlich, wenn neue Editionen zu einem Format hinzukommen oder alte Editionen nicht mehr gespielt werden dürfen. Tendenziell ändern sich daher Formate, in denen weniger Editionen erlaubt sind, schneller und das Hinzukommen bzw. der Wegfall einzelner Editionen hat einen größeren Einfluss.

#### Vintage
Bei Vintage (ehemals Typ 1) dürfen Karten aus allen Editionen gespielt werden. Einige Ausnahmen gibt es jedoch auch: Die Editionen Unglued und Unhinged wurden von vornherein nicht zum ernsthaften Spielen entworfen. Diese dürfen bei keinem Format gespielt werden, nicht einmal bei Vintage. Des Weiteren ist auch Vanguard nicht turnierlegal. Auch verboten sind alle Karten, mit denen um Einsatz (Ante) gespielt wird. Diese gab es aber zuletzt in schon recht alten Editionen und sie werden schon lange nicht mehr gedruckt. Weiterhin sind alle Karten verboten, deren Einsatz Geschicklichkeit erfordert (Chaos Orb und Falling Star) sowie alle Karten, die verlangen, dass ein Subspiel gespielt wird (hiervon ist nur eine Karte betroffen, nämlich Shahrazad). Ein paar Karten dürfen nur einmal im Deck vorhanden sein (sie sind restricted), da sie unverhältnismäßig stark sind (zum Beispiel Black Lotus, Time Walk, Ancestral Recall).

#### Legacy
Da viele Spieler monieren, Vintage sei zu sehr davon abhängig, wie gut man am Anfang zieht – schließlich sind hier ab und zu Siege in der ersten Runde zu sehen – gibt es das Legacy-Format (ehemals Typ 1.5). Auch hier dürfen die Karten aus allen Editionen gespielt werden, allerdings sind hier viel mehr Karten verboten (gebannt) als in Vintage. Infolgedessen ist Legacy generell langsamer und die Decks billiger, da die teuren, extrem starken Karten hier nicht gespielt werden dürfen.

#### Modern
Im August 2011 wurde das neue Format Modern ein offiziell unterstütztes Format. Modern legal sind alle Karten ab den Erweiterungen 8. Edition und Mirrodin (bis auf verbotene Karten, also solche, die sich auf der Bannliste befinden).

#### Pioneer
Im Oktober 2019 wurde das Format Pioneer vorgestellt, und im Januar 2020 auf dem Grand Prix in Brüssel offiziell kodifiziert. Als Begründung für das neue Format wird angegeben, dass durch das Alter von Modern die hürde für neue Spieler zu groß sei, und sich zwischen Standard und Modern eine Lücke aufgetan hätte. Pioneer soll diese Lücke schließen, und Spielern ein Format mit einem deutlich kleineren Kartenpool bieten, indem sie schneller ein kompetetives Deck zusammen stellen können, wenn die Karten aus Standard herausrotiert sind. Pioneer legal sind alle Karten ab der Erweiterung "Rückkehr nach Ravnica" (bis auf verbotene Karten, also solche, die sich auf der Bannliste befinden). In Abgrenzung zu Modern umfasst dies aber ausschließlich Standard-Sets. Universes Beyond Sets (wie Herr der Ringe, Assassin’s Creed oder Finaly Fantasy) sind in Pioneer ausgeschlossen.

#### Extended
Im Extended-Format (ehemals Typ 1.X) waren alle Karten der letzten vier Jahre sowie die dazugehörigen Haupteditionen erlaubt. Jede neue Edition wurde hier am Erscheinungstag legal, während mit dem Erscheinen der jährlichen großen Editionen im Herbst der jeweils älteste Editions-Block herausfiel (und ggf. auch die dazugehörige Hauptedition). Seit 2011 wird Extended als Format zugunsten des neuen Formats Modern nicht mehr durch die DCI sanktioniert.

#### Standard
Im Standard-Format (ehemals Typ 2) sind Karten erlaubt, die in der gerade aktuellen Basisedition enthalten sind, sowie Karten der letzten beiden Blöcke. Das Standard-Format wird weltweit am meisten gespielt, da die Karten im Gegensatz zu Formaten, die ältere Karten erlauben, leichter erhältlich sind.

#### Block Constructed
In einem Block-Constructed-Format (es gibt ein eigenes Block-Constructed-Format für jeden bisher erschienenen Block) sind lediglich Karten eines einzigen Blocks erlaubt. Bei Mirrodin Block Constructed wären dies beispielsweise die Karten des Mirrodin-Blocks mit den Editionen Mirrodin, Nachtstahl und Fünfte Morgenröte. Sanktionierte Turniere im Block-Format werden meist mit dem letzten erschienenen Block gespielt. Anders als bei den anderen Constructed-Formaten können hier keine Karten heraus rotieren, Karten eines Blocks sind im jeweiligen Block Format immer spielbar, es sei denn, sie wurden gebannt.

#### Highlander
Die sogenannten Highlander oder auch Commander-Formate werden nicht offiziell von der DCI sanktioniert, weshalb sie als Hobby-Formate gelten. Allerdings werden inzwischen auch Highlander-Turniere durchgeführt. Allen Highlander-Formaten ist eigen, dass in ihnen jede Karte mit Ausnahme der Standardländer nur einmal gespielt werden darf. Die Decks der gängigsten Highlander-Formate müssen mindestens 100 Karten enthalten. Der Name dieses Formats bezieht sich auf den Film Highlander – Es kann nur einen geben.
Als Variante dieses Formats hat sich Elder Dragon Highlander (EDH) insbesondere unter Schiedsrichtern verbreitet. Dabei handelt es sich um eine Mehrspieler-Variante, bei der die Spieler mit 40 Lebenspunkten starten. Die Besonderheit dieses Formats ist, dass eine legendäre Kreatur, der sogenannte General, am Anfang des Spiels beiseitegelegt wird und jederzeit für seine normalen Manakosten gespielt werden kann. Die Kosten werden im Spielverlauf jedoch erhöht. Außerdem darf das Deck nur Karten in den Farben des Generals enthalten.

#### Pauper
Das Format Pauper (englisch & latein = „arme Person“) wurde zuerst als Online-Format erschaffen. Hierbei dürfen ausschließlich gewöhnliche, sogenannte „Common“ Karten gespielt werden. Dabei sind alle Karten erlaubt, die in irgendeinem beliebigen Magic-Set (auch Online-Set) als gewöhnliche Karte gedruckt wurden. Aufgrund der daraus resultierenden günstigen Deckpreise ist dieses Format besonders bei Hobby-Spielern beliebt.
Die offizielle Pauper-Liste der gebannten Karten beinhaltet die Karten Cranial Plating, Empty the Warrens, Frantic Search, Grapeshot und Invigorate. Ab dem 27. September 2013 wurden noch Cloudpost und Temporal Fissure zur Liste hinzugefügt.

#### Peasant
Peasant (englisch = „bäuerlich“) ein Format in Anlehnung an Pauper, erlaubt es neben den gewöhnlichen Karten, fünf ungewöhnliche Karten, sogenannte „Uncommons“ zu spielen. Dadurch kann man, im Vergleich zu Pauper, eine wesentlich höhere Kombinationsmöglichkeit der Deckstrategien entwickeln, bei einem ähnlich günstigen Deckpreis.
Peasant-Turniere sind relativ selten, da dieses Format nicht DCI-sanktioniert ist. Eine offizielle Liste der verbotenen Karten gibt es nicht, jedoch wird bei Turnieren häufig die vorgeschlagene Liste verwendet, wie sie auf der Seite der größten Peasant-Community vorgeschlagen wird.

### Limited

Der ehemalige Tournament Manager der DCI, Jeff Donais

Limited-Formate werden im Gegensatz zu den anderen Formaten nicht mit vorher zusammengestellten Decks gespielt. Stattdessen erhält jeder Spieler auf verschiedene Weisen Karten aus Boostern oder Turnierpackungen. Die Zusammenstellung von Boostern und Turnierpackungen wird dabei als Produkt bezeichnet. Da der Spieler so stark beschränkt ist, muss er nur ein 40-Karten-Deck erstellen, allerdings können Standard-Länder in beliebiger Anzahl hinzugenommen werden. Die Vier-Karten-Regel wird bei Limited-Formaten nicht angewandt.
Der besondere Anspruch des Limited-Formats liegt darin, dass normale Strategien nicht auf dieses Format übertragen werden können. So muss man sich ein Deck aus einer recht begrenzten Kartenauswahl zusammenstellen und wird gezwungen, auch mit nicht-optimalen Karten zu spielen. Außerdem entfällt natürlich das Phänomen des Netdeckings, das es bei Constructed-Formaten gibt. Trotzdem gibt es auch bei Limited-Decks oft gewisse Archetypen, die sich als besonders stark erwiesen haben. Diese Archetypen ändern sich aber je nach Abhängigkeit des genauen Formats und des verwendeten Produkts.

#### Sealed Deck
Bei Sealed-Deck-Turnieren erhält man bei Turnierbeginn sechs Booster (vor dem Erscheinen von Alara Reborn eine Turnierpackung und zwei bis drei Booster), was insgesamt 84 Karten (ohne Token und Standardländer) entspricht. Aus diesen Karten und den bei dem Turnier gestellten Ländern erstellt jeder Spieler sein Deck. Dieses Format gilt als das glücksabhängigste, da hier die Kartenauswahl rein zufällig ist und Spieler keinen Einfluss darauf haben. Aus diesem Grund wird dieses Format heutzutage beispielsweise nicht mehr auf der Pro Tour, dem höchsten Turnierniveau verwendet. Auf kleineren Turnieren erfreut es sich dennoch großer Beliebtheit, da dieses Format im Gegensatz zu Draftformaten mit relativ wenig Aufwand zu realisieren ist.

#### Booster Draft

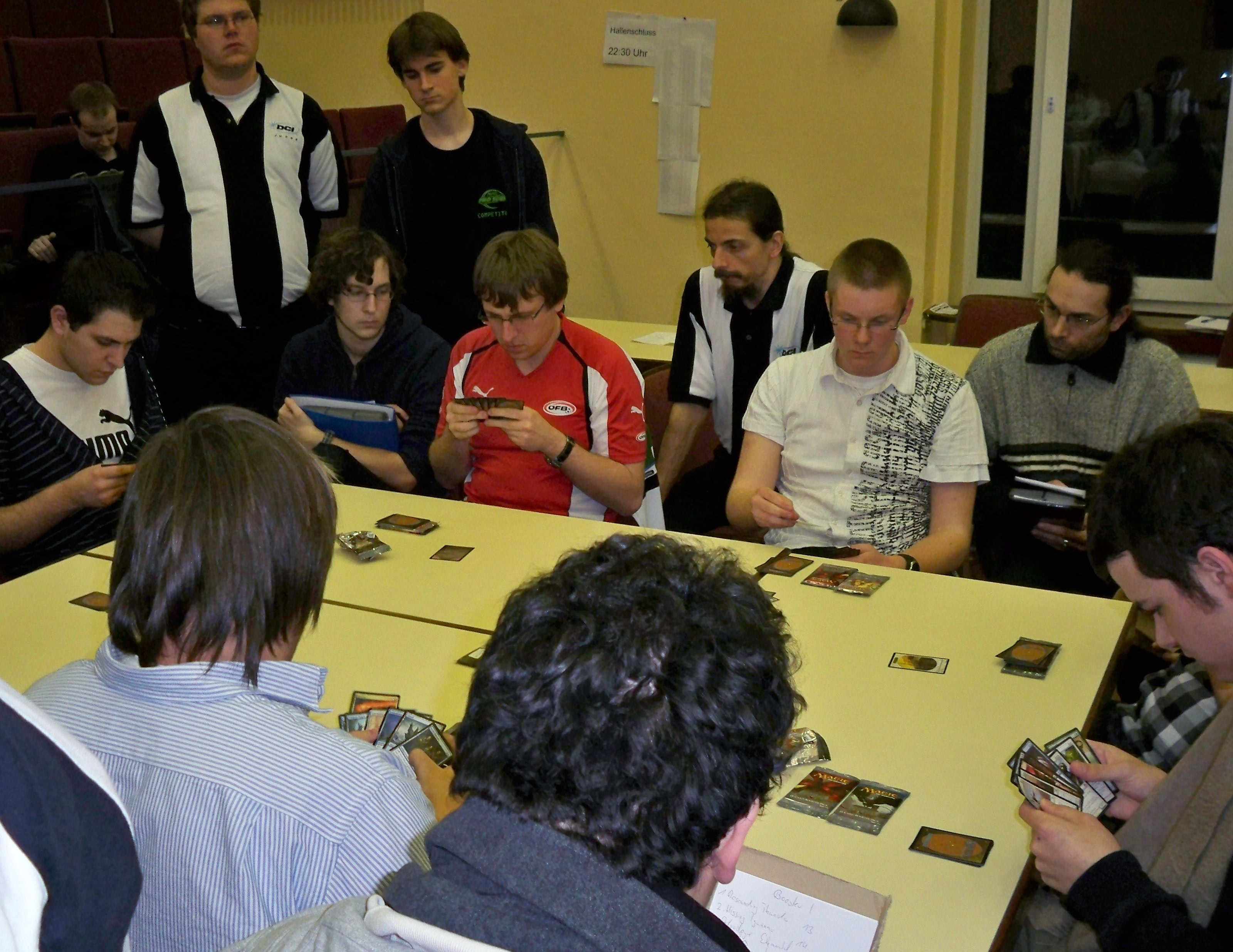
Spieler, Schiedsrichter und Zuschauer während eines Booster Drafts

Booster Drafts werden mit drei Boostern à 15 Karten gespielt. Dabei sitzen in der Regel sechs bis acht Spieler um einen Tisch. Hier öffnet jeder Spieler gleichzeitig einen Booster derselben Edition, wählt eine Karte aus und gibt die restlichen Karten an seinen linken Nachbar weiter. Nun erhält man die restlichen Karten des rechten Nachbarn, wählt wieder eine Karte und gibt den Rest wieder weiter. Sind alle Karten eines Boosters verbraucht, wird der nächste geöffnet, welcher dann rechts herum weitergereicht wird, der dritte Booster wieder linksherum. Am Schluss besitzt jeder Spieler 45 Karten, aus denen er zusammen mit den vom Turnierveranstalter gestellten Standardländern ein 40-Karten-Deck baut. Anschließend spielen die Spieler nach normalen Turnierregeln gegeneinander.

#### Rochester Draft
Der Rochester Draft wurde nach der Stadt Rochester benannt, in der er erstmals vorgeführt wurde. Er funktioniert ähnlich wie ein Booster Draft. Hier werden die Booster nicht weitergereicht, sondern immer die Karten eines Booster eines Spielers offen auf dem Tisch ausgebreitet. Der Spieler, der den Booster geöffnet hat, wählt die erste Karte, sein linker Nachbar die zweite usw. Der letzte Spieler wählt zwei Karten und die Runde geht retour. Ist der Booster aufgebraucht, öffnet der nächste Spieler seinen Booster und es beginnt von vorne. Hat auch der letzte Spieler seinen ersten Booster verbraucht, öffnet er einen neuen Booster, jedoch geht hier die Reihenfolge rechts herum. Das Öffnen eines neuen Boosters erfolgt ebenfalls rechts herum. Der dritte Booster wird wieder beginnend beim ersten Spieler linksherum gewählt und geöffnet. Am Ende hat jeder Spieler wieder 45 Karten, aus denen er mit Standardländern ein 40-Karten-Deck bauen muss. Die Raffinesse dieses Draft-Prozesses ist, dass man weiß, welche Karten jeder Gegner besitzt.
Obwohl Rochester Draft als das anspruchsvollste Limited-Format galt, wird es inzwischen nicht mehr auf Pro-Tour- und PTQ-Ebene verwendet. Als Grund wurde angegeben, dass Booster Drafts beliebter seien. Bei den Weltmeisterschaften 2006 wurde in den Teamfinals jedoch erstmals ein Team-Rochester-Draft veranstaltet.

### Teamformate
Alle drei Limited-Formate gibt es auch in einer Team-Variante für aus drei Spielern bestehende Teams. Beim Team Sealed öffnet das Team insgesamt zwei Turnierpackungen und vier Booster bzw. insgesamt zehn Boosterpackungen. Daraus müssen nun insgesamt drei Decks gebaut werden, mit denen die einzelnen Teammitglieder gegen andere Teams antreten.
Bei den Team-Draftformaten (Team Booster Draft und Team Rochester Draft) sitzen die drei Teammitglieder jeweils nebeneinander und das gegnerische Team sitzt ihnen gegenüber. Es wird dann normal gedraftet, wobei hier – wie bei den Einzeldrafts – keinerlei verbale Kommunikation stattfinden darf. Dies führt oft zu einer wilden Armfuchtelei, wenn sich Teammitglieder mittels vorher vereinbarter Handbewegungen versuchen, Zeichen zu geben. Inzwischen wurde aber bekannt gegeben, dass Team Drafts nicht mehr auf der Pro Tour angeboten werden.
Team-Constructed-Formate werden wie normale Constructed-Spiele ausgetragen, wobei jedes Teammitglied ein eigenes Deck hat. Bei vielen Turnieren muss einer der Spieler ein Block-Constructed-, einer ein Standard- und der letzte Spieler ein Extended-Deck spielen. Team-Constructed wurde bisher hauptsächlich in der Deutschen Magic-Bundesliga gespielt, hat aber sonst kaum Bedeutung.
Für die Saison 2006 hat Wizards of the Coast auf der Pro Tour das Team-Constructed-Format eingeführt. Dort spielen alle drei Spieler eines Teams zwar im selben Format, allerdings gilt die zusätzliche Einschränkung, dass alle drei Decks des Teams zusammengenommen nicht über die Vier-Karten Regel hinausreichen dürfen. Das heißt, eine bestimmte Karte darf nicht öfter als viermal von allen drei Spielern zusammen gespielt werden. Daraus ergibt sich, dass die drei Spieler praktisch unterschiedliche Deck spielen müssen, da nur selten von spielerisch hochqualitativen Karten funktionell identische Karten mit unterschiedlichen Namen im selben Format existieren.
Bei allen Teamformaten gilt, dass jeder Spieler gegen genau einen Spieler des Gegenteams spielt. Gewonnen hat das Team, das zuerst zwei Einzelmatches für sich entscheiden kann.

### Mehrspielerformate
Seit Oktober 2005 gibt es ein erstes offizielles Mehrspielerformat. Im Gegensatz zu den anderen Formaten nehmen dabei mehr als zwei Spieler an einem Spiel teil. Momentan gibt es sanktionierte Two-Headed-Turniere. Dabei spielen zwei Teams mit je zwei Spielern gegeneinander. Jedes Team hat dabei einen gemeinsamen Zug. Two-Headed-Turniere können entweder als Constructed- oder Sealed-Deck-Turniere gespielt werden. Ein grundlegender Unterschied im Constructed Two-Headed Format ist, dass die Vier-Karten-Regel nicht auf jedes Deck einzeln, sondern auf jedes Team angewendet wird (das heißt, es dürfen nicht mehr als vier Kopien einer Karte in beiden Decks eines Teams existieren).

## Turnierregeln
Auf den meisten Turnieren finden die offiziellen Turnierregeln von Wizards of the Coast Anwendung. Diese umfassen unter anderem die Spielregeln, aktuelle Kartenregeln, Listen über verbotene bzw. eingeschränkt spielbare Karten sowie Verhaltensregeln auf Turnieren.

## Rangliste
Es gibt eine internationale Rangliste der Magic-Spieler. Dabei wird jeder Spieler gemäß seinem Rating eingestuft. Dieses Rating ist in drei Kategorien unterteilt: Constructed, Eternal und Limited. Die erste Kategorie umfasst alle sanktionierten Turniere in den Constructed-Formaten Block, Standard und Extended, die zweite Kategorie die Constructed-Turniere in Vintage und Legacy und die letzte Kategorie alle Limited-Turniere. Jeder Spieler beginnt mit 1600 Rating-Punkten. Diese Zahl erhöht sich durch Gewinne gegen andere Spieler und verringert sich durch Niederlagen, beides in Abhängigkeit vom Rating des jeweiligen Gegners. Dieses System wurde aus dem Elo-System des Turnierschachs entlehnt.

### Erfolgreiche Spieler
Als bisher bester und erfolgreichster Spieler im Profi-Bereich gilt der Kölner Kai Budde. Budde hat als einziger Spieler siebenmal die sogenannte Magic-„Pro Tour“ gewonnen (kein anderer Spieler konnte diese bislang öfter als dreimal gewinnen). Dies brachte ihm den Beinamen „The German Juggernaut“ ein. Zwei der sieben Siege errang er im Team mit Dirk Baberowski und Marco Blume. Sein wohl größter Erfolg war der Magic-Weltmeister-Titel 1999 in Tokio. Insgesamt hat er in ungefähr sechs Jahren mehr als 300.000 US-Dollar gewonnen und ist damit einer der finanziell erfolgreichste Spieler. 1999, 2001, 2002 und 2003 wurde er als bester Spieler des Jahres ausgezeichnet. Die deutsche Meisterschaft gewann er einmal im Jahr 2002.

## Spezielle Turniere
Abgesehen von den vielen offenen Turnieren, an denen jeder Spieler teilnehmen kann, gibt es noch Turniere, wie Meisterschaften und die Veranstaltungen der Pro Tour. Für solche Veranstaltungen muss sich ein Spieler erst qualifizieren, sei es über die Weltrangliste oder durch Qualifikationsspiele.

### Prerelease (PR)
Bei Prerelease-Turnieren werden die neuesten Editionen zum ersten Mal vorgestellt. Diese Turniere finden normalerweise ein bis zwei Wochen vor der Veröffentlichung einer neuen Edition statt. Sie werden im Sealed-Deck-Format gespielt und sind für alle Spieler offen.

### Friday Night Magic (FNM)
Dies sind Turniere, die immer freitags stattfinden. Sie werden in zahlreichen Spieleläden wöchentlich veranstaltet und es gibt spezielle Preiskarten (Foil-Karten), die es in dieser Form nur bei diesen Turnieren zu gewinnen gibt. Mögliche Formate sind Modern, Standard, Block Constructed, Booster Draft und Sealed Deck. Auch sie sind für alle Spieler offen und sollen in eher gelockerter Atmosphäre gespielt werden.

### Regionals/National Qualifiers

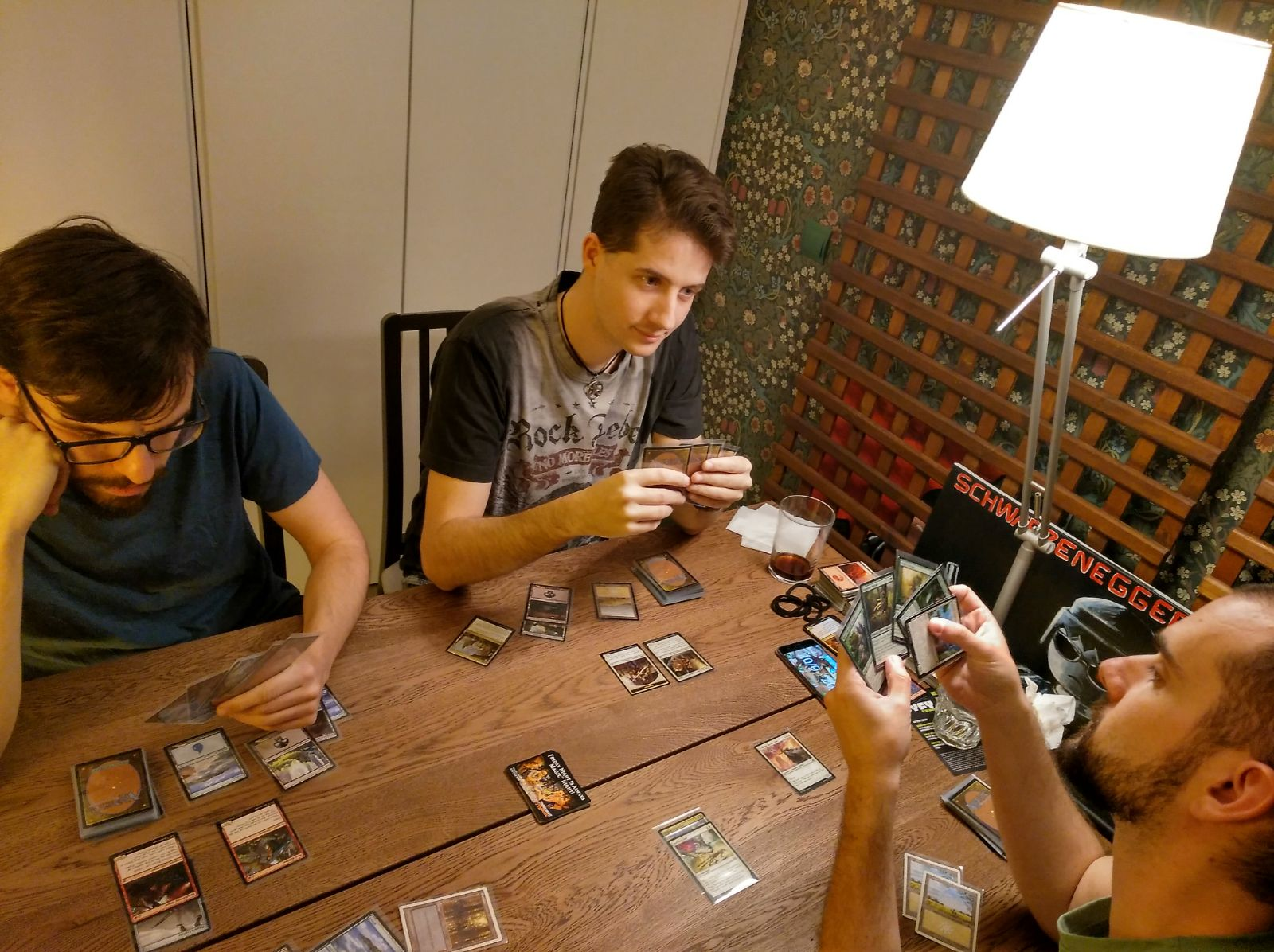
Eine Gruppe von Spielern, die im "Entwurf" -Modus konkurrieren.

Die Regionals waren Regionalmeisterschaften, die jedes Jahr stattfanden. Die Regionalmeisterschaften unterschieden sich international deutlich, wurden aber grundsätzlich im Format Standard gespielt. In Deutschland waren die Regionals auch als Landesmeisterschaften bekannt. Jedes Jahr fand in jedem Bundesland ein solches Turnier statt, bei denen sich die Bestplatzierten direkt für die Deutsche Meisterschaft qualifizieren konnten. Sie wurden inzwischen durch sogenannte National Qualifiers abgelöst.

### Nationals

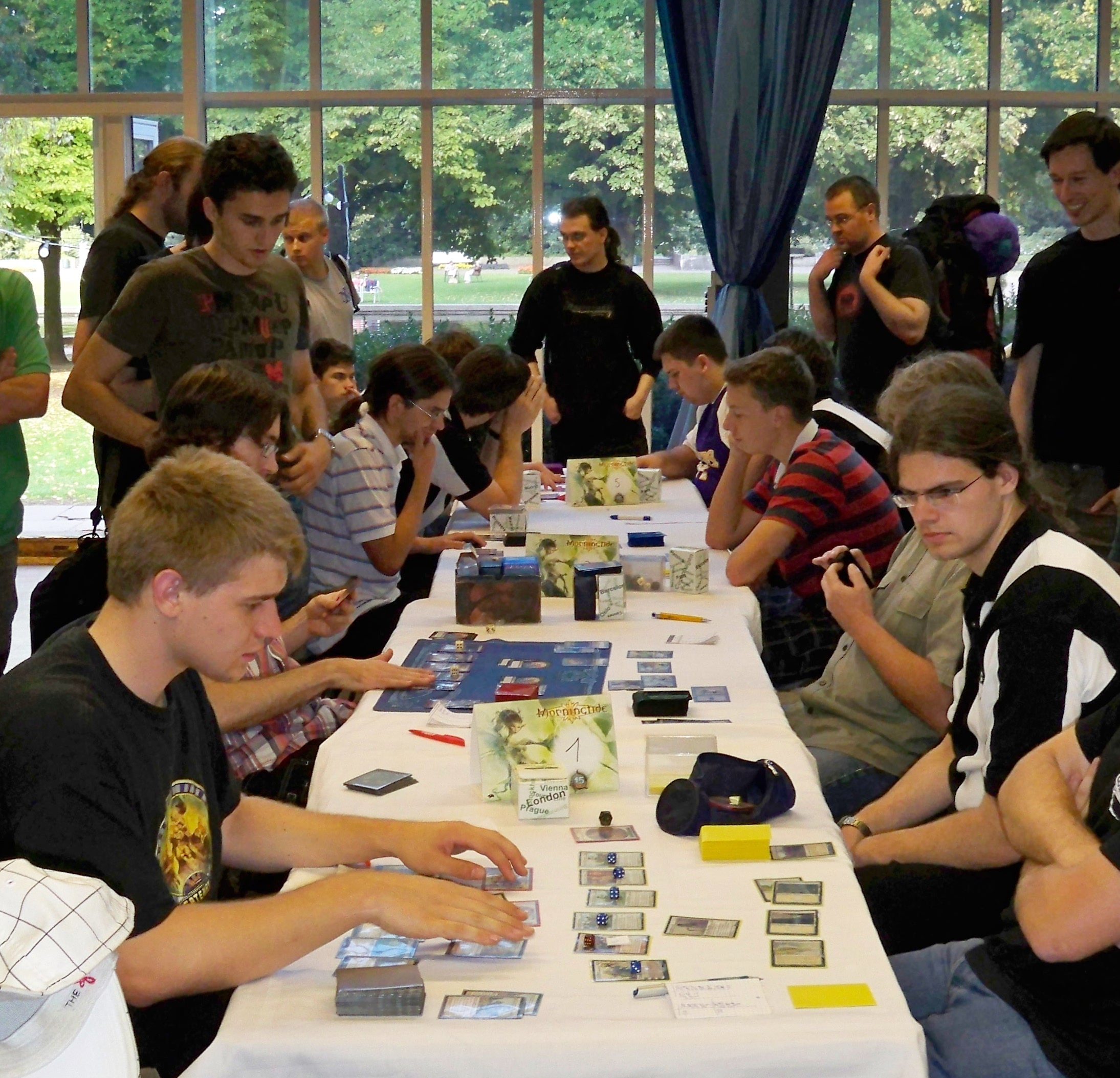
Spieler bei der Deutschen Meisterschaft 2008

Die Nationals sind die jeweiligen Nationalmeisterschaften. In den meisten Ländern müssen sich Spieler vorher für die Nationals zum Beispiel durch die Regionals oder durch ein gutes Rating qualifizieren. Andere Länder, insbesondere kleinere Länder wie Island, veranstalten offene Nationals. Die jeweils vier besten Spieler eines Landes qualifizieren sich für die Weltmeisterschaften (Worlds). Nationals dauern landesabhängig zwei oder drei Tage und werden zur Hälfte im Standard-Format, zur anderen Hälfte im Draft-Format ausgespielt.

### Worlds
Bei den Weltmeisterschaften (Worlds) wird über 300.000 US-Dollar Preisgeld vergeben. Nur qualifizierte Spieler dürfen mitspielen. Jedes Land schickt vier Spieler, die sich über die jeweiligen Nationals qualifiziert haben, dazu kommen noch die besten Spieler der weltweiten Rangliste, sowie erfolgreiche Pro-Tour-Spieler.
Die Worlds finden jedes Jahr an einem anderen Ort statt, wobei sich Orte in den USA, Europa und der Pazifikregion abwechseln. Ausgespielt wird das Turnier über fünf Tage, jeweils einen Tag Extended oder Block Constructed, Standard und Draft. Am vierten Tag wird die Teamweltmeisterschaft ausgespielt, am letzten Tag spielen die acht bestplatzierten Spieler (die Top 8) um den Weltmeistertitel.

### Pro Tour Qualifier (PTQ)
PTQs sind Qualifikationsturniere für die Pro Tour. Üblicherweise qualifiziert sich der Gewinner und erhält eine Reisekostenerstattung für die Pro Tour. Pro Tour Qualifier finden in verschiedenen Formaten statt, abhängig davon, welches Format die Pro Tour hat, für das die Qualifikation gilt.

### Grand Prix (GP)

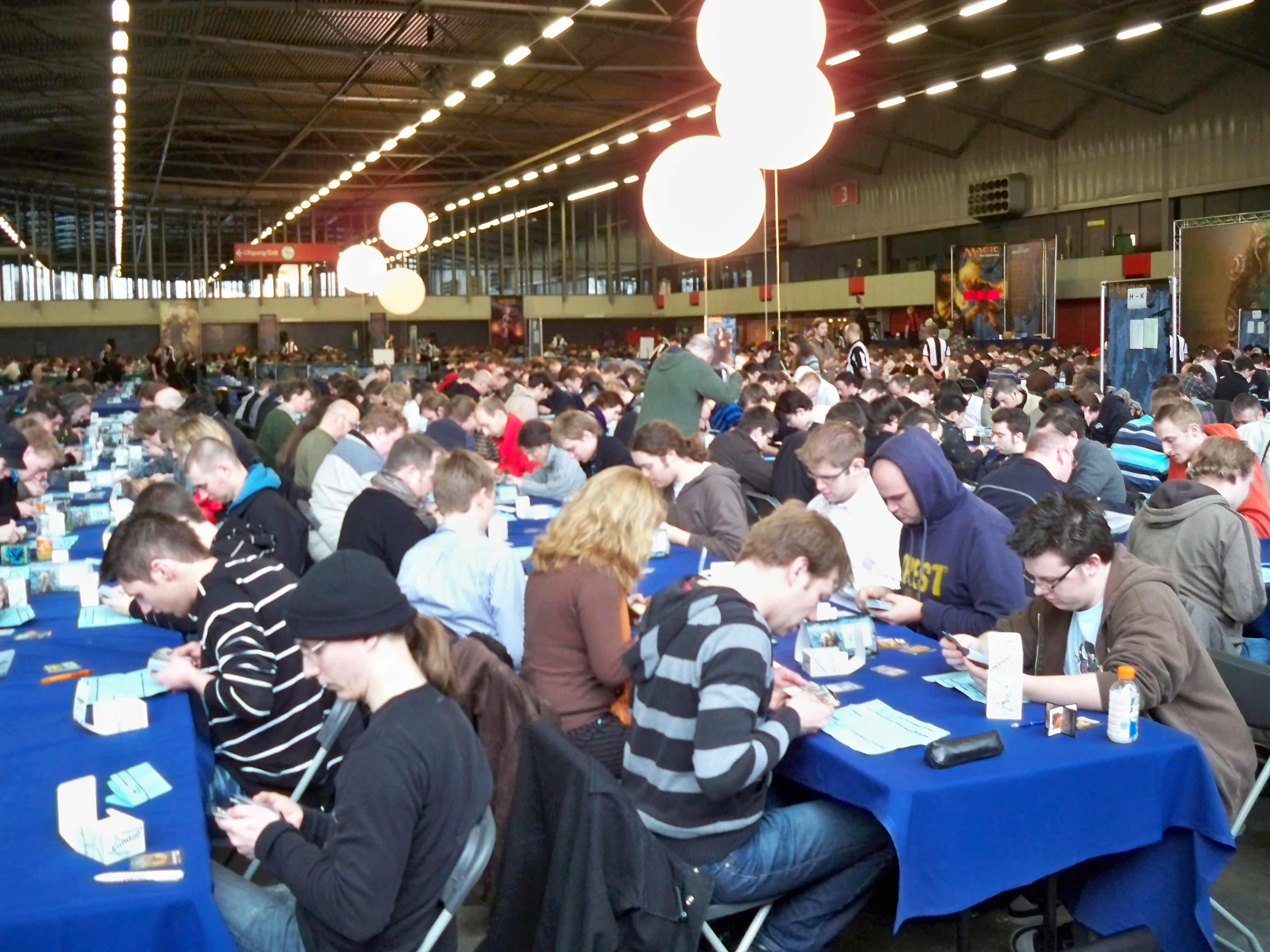
Grand Prix Rotterdam 2009

Grands Prix sind große Turniere mit rund 30.000 US-Dollar Preisgeld, davon 3.500 für den Sieger. Die ersten 16 Spieler der zweitägigen Turniere qualifizieren sich außerdem für die Pro Tour. Da Grands Prix offene Turniere sind, handelt es sich auch um die im Allgemeinen größten Turniere, zu denen oft Spieler aus anderen Ländern oder sogar von anderen Kontinenten anreisen.
Der bisher größte Grand Prix fand 2015 in Las Vegas statt. An dem Turnier nahmen 7.551 Spieler teil.

### Pro Tour (PT)

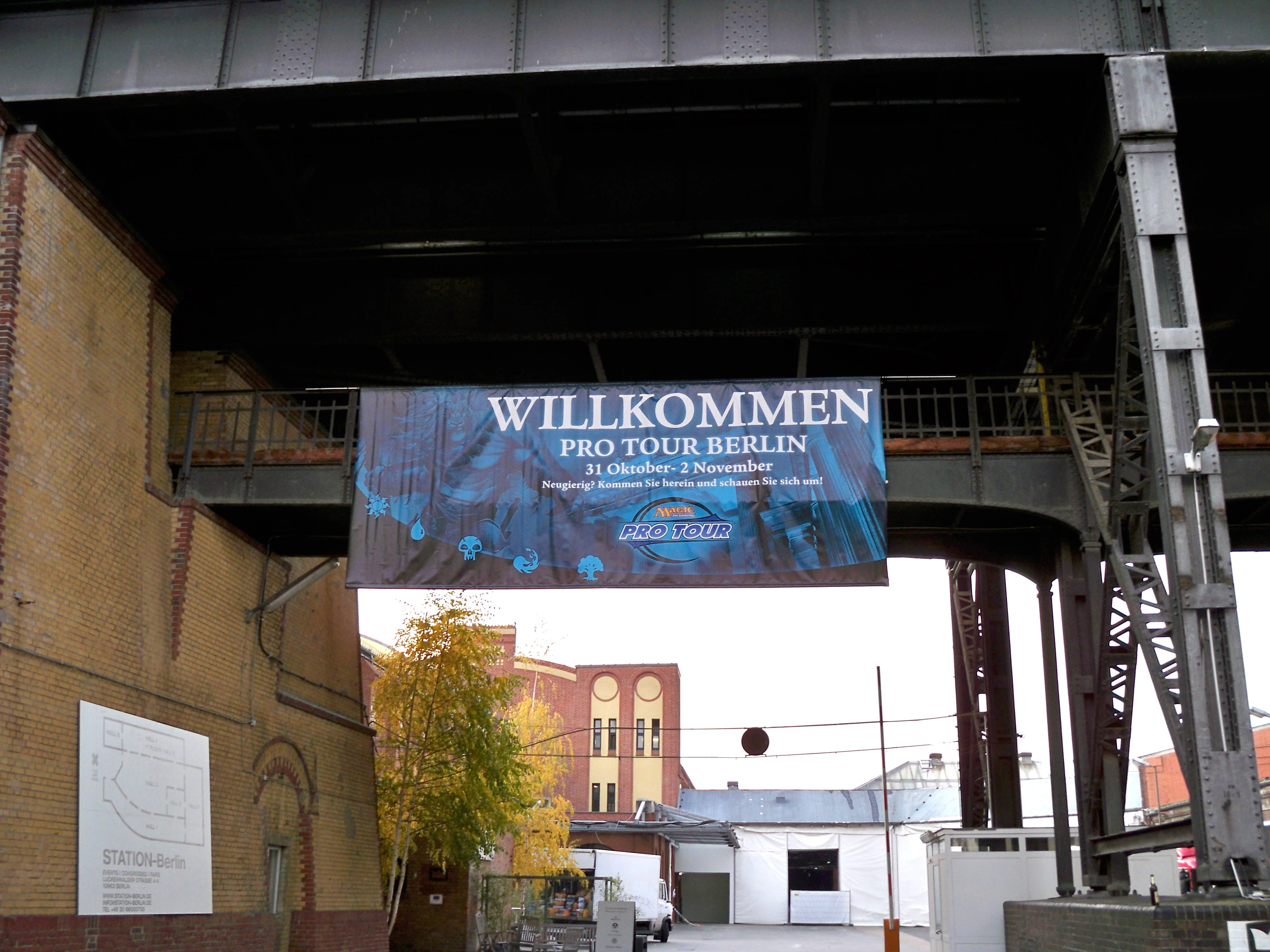
Pro Tour Berlin 2008

Die Pro Tour ist die höchste Turnierserie. Auf jedem Turnier werden 250.000 US-Dollar Preisgeld vergeben, davon 40.000 US-Dollar an den Sieger. Zurzeit finden pro Jahr drei solcher Turniere statt, verteilt über die USA, Europa und Asien. Dazu kommt noch die Weltmeisterschaft, die als vierte Pro Tour gilt. Teilnehmen können nur qualifizierte Spieler. Qualifiziert sind die besten Spieler auf der weltweiten Rangliste, erfolgreiche Pro-Tour-Spieler sowie alle Spieler, die sich über einen Pro Tour Qualifier oder einen Grand Prix qualifiziert haben.
Auf den regulären Pro-Tour-Turnieren wurde früher jedes Jahr jeweils einmal die Formate Extended, Block Constructed, Booster Draft, Rochester Draft und Team Rochester Draft gespielt. Seit der Saison 2006 wurden jedoch die Auswahl der Austragungsorte als auch die Formate der Pro Tour abgeändert, um so einen höheren Anreiz für Turniermagic zu bieten. So wurde zum Beispiel im März 2006 die erste Pro Tour im Format Standard seit fünf Jahren auf Hawaii ausgetragen. Auch das oben erwähnte neue Team Constructed wurde in einer Pro Tour dieser Saison gespielt. Allerdings wurde im Gegenzug die Anzahl der Pro-Tour-Turniere von vorher fünf pro Jahr auf vier herabgesetzt. In der Saison 2008 entfiel eine weitere Pro Tour.
Für 2019 wurde eine Erweiterung auf 6 Pro Tour Turniere angekündigt.